# Fantasy Classic Gold Radio
Fantasy Classic Gold Radio was een lokale radiozender die oldies-programma's maakte voor de regio's van Tilburg en Turnhout. De naam en het muziekformat van Fantasy Classic Gold Radio waren vóór september 2005 anders. Vanaf 1980 tot september 2005 heette het station Fantasy Mega 107 FM. Daarvoor begon het station als Radio Fantasy. Het format was vooral popmuziek uit de jaren 90 en 2000. Nu draaien ze alleen nog maar oldiesmuziek.
De studio van Fantasy Classic Gold Radio stond in Weelde, gemeente Ravels. Het station zond uit via de ether op 107.1 FM. Fantasy Classic Gold Radio had geen Nederlandse kabelfrequenties meer. De programmaraad Midden-Brabant heeft in de jaren 90 een negatief advies gegeven voor een doorgifte van Fantasy Mega 107 FM.
In 2011 ging het station ter ziele.
https://www.rawepo.be/nieuws/algemeen/684-radio-fantasy-zwijgt-voorgoed

## Voormalige Fantasy-dj's
- Maurice Verschuuren
- Niek van der Bruggen
- Daniël Smulders
- Ferry van der Heijden
- Toine van Peperstraten
- Richard Rijk (Richard Damen)
- Ad Mulders